# 56
 Тази статия е за 56-ата година от новата ера.  За числото 56 вижте 56 (число).  За други значения вижте 56 (пояснение).
56 (петдесет и шеста) година (LVI) е високосна година, започваща в четвъртък по юлианския календар.

## Събития

### В Римската империя
- Трета година от принципата на Нерон Клавдий Цезар Август Германик (54 – 68 г.)
- Консули на Римската империя са Квинт Волузий Сатурнин и Публий Корнелий Сципион. Суфектконсули през тази година стават Юний Аней Галион (юли/август), Тит Куций Килт (юли/август), Луций Дувий Авит (ноември/декември) и Публий Клодий Тразеа Пет (ноември/декември).
- Нерон приема титлата баща на отечеството (pater patriae).[1]
- Гней Домиций Корбулон е принуден да отложи кампанията си срещу Армения и Партия, докато подготви войската си.[2]

## Родени
- Публий Корнелий Тацит, известен римски историк и политик († 120 г.)

## Починали
- Луций Волузий Сатурнин, римски политик и сенатор (* ок. 38 г. пр.н.е.)
- Циуфу, шанюй на южните хунну